# Alexeï Mordachov
Alekseï Alexandrovich Mordachov (en russe : Алексей Александрович Мордашов), souvent orthographié comme Alexeï Mordashov, est un homme d'affaires et milliardaire oligarque russe, né le 26 septembre 1965 à Tcherepovets, en Russie. Il est dit proche du président russe Vladimir Poutine. 
En 2022, la fortune de Alekseï Mordachov était estimé à 19,1 milliards de dollars par Forbes.

## Activités économiques

### Acier
Alekseï Mordachov est PDG de Severstal, une compagnie russe de production de métal. Il s'est fait connaître en France à la suite de son intervention dans la   boursière entre Arcelor et Mittal Steel Company, premiers producteurs mondiaux. C'est en effet Guy Dollé, DG d'Arcelor, qui lui avait proposé une fusion dont il prendrait la tête, pour éviter d'être avalée par la compagnie de l'Indien Lakshmi Mittal. C'est finalement ce dernier qui a gagné la bataille, soutenu par les actionnaires européens d'Arcelor, ceux-ci préférant voir l'entreprise tomber aux mains des Indiens plutôt que dans celles des Russes.

### Mécanique
En 2011, Alekseï Mordachov rachète l'entreprise Power Machines, société russe de construction de machines électriques de puissance fondée en 2000, et dont le siège social est situé à Saint-Pétersbourg en Russie.

### Tourisme
Il possède 25 % de TUI Group, géant allemand du tourisme.

## Crise ukrainienne
Le 28 février 2022, considéré comme un proche du président Vladimir Poutine, Alekseï Mordachov est inscrit sur la liste européenne des personnalités russes non grata dont les avoirs sont gelés.
Il démissionne le 2 mars 2022 du conseil de surveillance du groupe TUI, dont il est l'actionnaire principal,.
Il possède le yacht Lady M (en), enregistré dans les îles Caïmans, saisi à Sanremo en Italie dans le cadre des sanctions internationales de mars 2022  à la suite de l'invasion de l'Ukraine. Par contre, son autre yacht, l'immense Nord (en) (142 mètres, l'un des plus grands au monde), n'a toujours pas été saisi en juillet 2024.